# Ducado de Aveyro
El ducado de Aveyro es un título nobiliario español otorgado por Carlos II a María Guadalupe de Láncaster y Cárdenas Manrique, también VI duquesa de Aveiro en el reino de Portugal, el 1 de marzo de 1681.
Tras caer en desuso, el 16 de enero de 1917 el rey Alfonso XIII lo rehabilitó en favor de Luis María de Carvajal y Melgarejo y le concedió la Grandeza de España.
Su denominación hace referencia a la localidad de Aveiro, en Portugal.

## Antecedentes
El ducado de Aveiro existía en Portugal desde por lo menos 1535, cuando fue concedido a Juan de Lencastre. En marzo de 1681 Carlos II de España decidió otorgar el título a María de Guadalupe de Láncaster y Cárdenas Manrique, que se convirtió así en VI duquesa de Aveiro, por parte portuguesa, y en I duquesa, por parte española.
En 1759 el VIII titular del ducado portugués, José Macareñas Alencastre, participó de una conspiración para asesinar al monarca José I. Esto le valió no solo su condena a muerte por delito de lesa majestad, sino también que el título ducal fuese suprimido.

## Duques de Aveyro

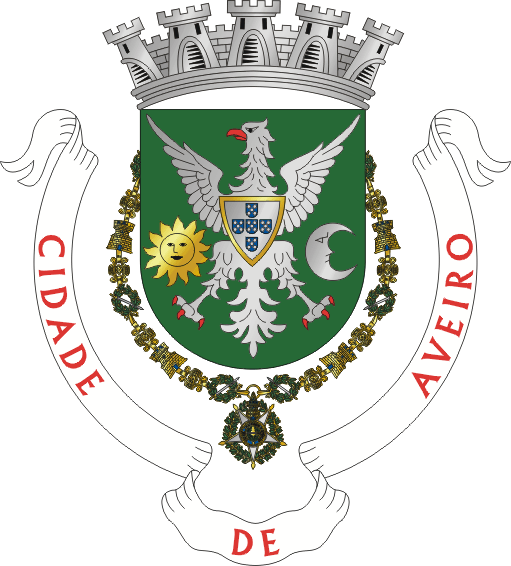
Escudo de la ciudad de Aveiro, en Portugal, de donde toma el nombre el ducado de Aveyro.

|                                 | Titular                                             | Periodo                |
| Creación por Carlos II          | Creación por Carlos II                              | Creación por Carlos II |
| ------------------------------- | --------------------------------------------------- | ---------------------- |
| I                               | María de Guadalupe de Láncaster y Cárdenas Manrique | 1681-1715              |
| II                              | Gabriel Ponce de León y de Láncaster                | 1715-1745              |
| Rehabilitación por Alfonso XIII |                                                     |                        |
| III                             | Luis María de Carvajal y Melgarejo                  | 1917-1937              |
| IV                              | Ángel María de Carvajal y Santos-Suárez             | 1940-1965              |
| V                               | Luis Jaime Carvajal y Salas                         | 1965-2023              |
| VI                              | Marta Carvajal López-Chicheri                       | 2024-actual titular    |

## Historia de los duques de Aveyro
- María de Guadalupe de Láncaster y Cárdenas y Manrique (1630-1715), I duquesa de Aveyro (español), VI duquesa de Aveiro (portugués).

Casó con Manuel Ponce de León, VI duque de Arcos. Dado que se había acordado que los títulos de Aveyro y Arcos no se unirían, el primogénito debía elegir entre uno de los dos. Una vez viuda, María cedió el ducado a su otro hijo:
- Gabriel Ponce de León y de Láncaster (1667-1745), II duque de Aveyro, VII duque de Aveiro, I duque de Baños.[3] Sin sucesión.

El ducado español de Aveyro cayó en desuso hasta 1917.
Rehabilitación por:

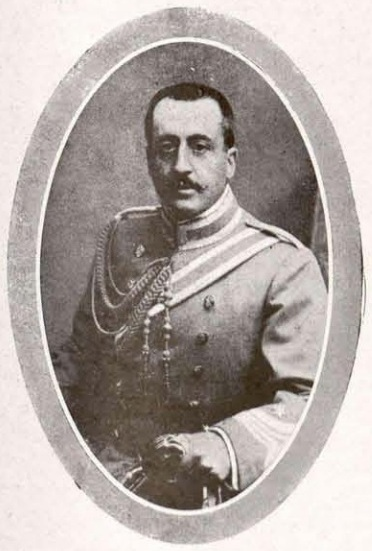
Luis de Carvajal, III duque de Aveyro, retratado por Kaulak

- Luis María de Carvajal y Melgarejo (1871-1937), III duque de Aveyro, XII marqués de Puerto Seguro, XI marqués de Goubea, XII conde de Portalegre, I conde de Cabrillas, XVI conde de Bailén, además de comandante de Caballería y gentilhombre de cámara con ejercicio y servidumbre.[4]

Casó con María del Carmen Santos-Suárez y Guillamas (1874-1932), VI marquesa de las Nieves, hija de María del Pilar Guillamas y Piñeyro. Le sucedió su hijo:
- Ángel María de Carvajal y Santos-Suárez (n. en 1899), IV duque de Aveyro, XIII marqués de Puerto Seguro, XV marqués del Cenete, VII marqués de las Nieves.[5]

Casó con María Salas y Guirior, hija de María Dolores Guirior y Mencos, marquesa de Guirior. Le sucedió su hijo:
- Luis Jaime Carvajal y Salas (1942-7 de febrero de 2023[6]), V duque de Aveyro, XIV marqués de Puerto Seguro.[7]

Casó en primeras nupcias con Blanca López-Chicherri y Daban. Contrajo un segundo matrimonio con Esther Ruiz-Casaux y Valdés. Casó en terceras nupcias con Irene Ballesteros y Azancot. Padre de dos hijos de su primer matrimonio: Marta Carvajal y López-Chicheri y Jaime Alfonso de Carvajal y López-Chicheri (n. 1970). Sucedió su hija:
- Marta Carvajal y López-Chicheri (n. 1967), VI duquesa de Aveyro.[8]

Casada en 1991 con Pablo Luis Martín Arroyo. Hijos: gemelas, Paula Martín Carvajal (n. 1998), Alicia Martín Carvajal (n. 1998), Javier César Martín Carvajal (n. 2007).